# República Ural
A República Ural (em russo: Ура́льская Респу́блика; rom. Ural'skaya Respublika) é uma entidade constituinte da Federação Russa não prevista na Constituição da Federação Russa, que, na realidade, existiu entre 1 de julho de 1993 e 9 de novembro de 1993 dentro das fronteiras da região de Sverdlovsk. A república foi transformada a partir do oblast de Sverdlovsk com o objetivo de aumentar seu status dentro da Federação Russa e adquirir maior independência econômica e legislativa. Deixou de existir após a emissão do Decreto do Presidente da Federação Russa sobre a dissolução do Conselho Regional de Sverdlovsk, e, em seguida, sobre a destituição do cargo do chefe da administração, Eduard Rossel. 

## Premissa
Em 1993, estavam em curso trabalhos para elaborar a Constituição da Federação Russa. Inicialmente, ao abrigo do projeto da República, os membros constituintes da Federação Russa tinham direitos exclusivos e prioridade na formação do seu orçamento, ao contrário das regiões.
A fim de obter uma maior autonomia nos domínios económico e legislativo no futuro, a liderança do oblast de Sverdlovsk apresentou a ideia de transformar o oblast numa república.
Em Ecaterimburgo, os opositores da criação da República salientaram que esta medida beneficia apenas a elite política local e coloca efetivamente a questão da desintegração da Rússia de volta na ordem do dia. Os defensores da República Ural, pelo contrário, viram-na como um contrapeso às aspirações separatistas do Tartaristão e de outras repúblicas nacionais, como uma oportunidade para mudar a ênfase das reformas políticas do centro para o local.
O chefe da administração da região, Eduard Rossel, proferiu: "Não precisamos de soberania, mas precisamos muito de autonomia econômica e legislativa". De acordo com o governador, o processo de reconstrução do Estado russo foi sempre de profundidade, e a situação com a República Ural é a confirmação desse facto.
O presidente da Câmara de Yekaterinburg, Arkady Chernetsky, considerou que a proclamação da República Ural não prejudicou a integridade da Rússia. Entre os líderes da cidade, apenas Yuri Samarin, o presidente do conselho da cidade de Ecaterimburgo, considerou tal ato "inadmissível".

## História

### Proclamação da República Ural
- 25 de abril - A questão de estender os poderes da região de Sverdlovsk na esfera social e econômica para o nível da república dentro da Federação Russa é submetida a um referendo. 83,4%[6] dos eleitores responderam afirmativamente a esta pergunta. A participação eleitoral foi de 67,0%.[6]
- 1 de julho - O Conselho Regional de Sverdlovsk decide proclamar a República Ural e começar a trabalhar em sua santa Constituição.
- 14 de setembro - O seminário "República Ural e Integridade do Estado Russo" foi realizado em Ecaterimburgo. Como resultado da reunião, os chefes dos oblasts de Sverdlovsk, Perm, Chelyabinsk, Orenburg e Kurgan assinaram uma declaração de sua intenção de participar no desenvolvimento de um modelo econômico para a República Ural com base nos oblasts dos Urais. O projeto da nova entidade territorial recebeu o nome condicional "Grande República Ural" (Большая Уральская Республика, Bol'shaya Ural'skaya Respublika).
- 27 de outubro - O Conselho Regional de Sverdlovsk aprova a Constituição da República Ural. Foi desenvolvida por cientistas do ramo Ural do Ramo Ural da Academia Russa de Ciências, sob a liderança do Professor Anatoly Gaida com a participação do presidente da comissão da Duma Regional de Sverdlovsk sobre a legislação Anton Bakov, de onde a bandeira da República Ural também foi usada no projeto. A Constituição proclamou, interalia, que a "República dos Urais é uma entidade constituinte da Federação Russa, possuindo todos os direitos estabelecidos para as repúblicas dentro da Federação Russa, de acordo com a Constituição da Federação Russa". O texto da Constituição foi publicado em 30 de outubro no "Jornal Regional".[7]
- 31 de outubro - Entrada em vigor da Constituição da República Ural. Por Decreto 1, Eduard Rossel confiou-se com as funções de governador da República, e do Governo da República com as funções do Governo Regional
- 2 de novembro - Eduard Rossel participa da reunião do Conselho Russo. Nessa reunião, o Presidente da Federação Russa, Boris Yeltsin, afirmou que o desejo das regiões de elevarem o seu estatuto era um processo legítimo que o Governo deveria ter em conta.
- 5 de novembro - Eduard Rossel anuncia em coletiva de imprensa que o presidente Yeltsin apoia a República Ural e pretende continuar sua construção.[8]
- 8 de novembro - Por proposta do Governador Eduard Rossel, o Conselho Regional referendo 12 de dezembro sobre a Constituição da República e anunciou no mesmo dia a eleição do Governador e da Assembleia Legislativa bicameral da República Ural.[8]
- 9 de novembro - Decreto do Presidente da Federação Russa Nº 1874 sobre a dissolução do Conselho do Oblast de Sverdlovsk, e, em seguida, 10 de novembro - Decreto Nº 1890 sobre a remoção de Eduard Rossel do cargo. Todas as decisões sobre a República Ural foram consideradas nulas e sem efeito. Valery Trushnikov, ex-Primeiro Deputado Eduard Rossel e Presidente do Governo da República Ural, foi nomeado chefe interino da administração da região de Sverdlovsk.

### Razões para a liquidação da República Ural
Na opinião de Alexander Levin, o ex-chefe da administração do governador da região de Sverdlovsk, o cerco de Boris Yeltsin opôs-se à criação da República Ural. Em particular, Sergey Shahrai, então Presidente da Comissão Estatal para a Federação e Assuntos Étnicos, Sergey Filatov, Chefe da Administração do Presidente da Federação Russa, e Viktor Ilyushin. Citando as palavras do próprio Rossel, Levine afirma que Sergei Filatov era o principal adversário. A área circundante acreditava que a aquisição do status republicano pela população predominantemente russa era um passo para a desintegração da Rússia. Isto tornou-se particularmente negativo após os acontecimentos de 3 e 4 de outubro de 1993, que estavam relacionados com a dissolução do Soviete Supremo da Rússia e a subsequente supressão da resistência armada dos seus apoiantes. Muitos anos depois, de acordo com Levin, Shahrai admitiu que em 1993 ele nem sequer leu a Constituição da República Ural. E Yeltsin disse: "É claro, não sabia nada, ele foi simplesmente disse que o deposto criou uma república - ele imediatamente assinou o decreto".
Segundo o ex-presidente do conselho regional e figura eminente do movimento Escolha Russa, Anatoly Grebenkin, entre os participantes da "conspiração: "a figura mais odiosa - o cidadão Medvedev, o chefe do departamento para a luta contra os territórios". E que, provavelmente, o propósito deste "jogo político pensativo" é minar a confiança das pessoas em Boris Yeltsin.

### Novos desenvolvimentos
Eduard Rossel concordou com a decisão do presidente, mas pediu a opinião do professor Avakyan de Moscovo. Embora Avakyan tenha confirmado oficialmente a ilegalidade da remoção de Rossel do trabalho e da dissolução do conselho regional, este último não usou esses documentos: "Eles são meus para a história. Boris Nikolayevich - nosso compatriota, ele tem seus problemas também."
Contra o pano de fundo dos eventos de Moscou de outubro de 1993, a dissolução do Conselho Regional de Sverdlovsk e a demissão do chefe da administração, Eduard Rossel, passou despercebida pelo público dos Urais. Rossel imediatamente apresentou sua candidatura ao Conselho da Federação e começou a criar uma associação pública não-partidária de massa "Transformação dos Urais" para o retorno à grande política.
Sergey Shahrai, falando em dezembro no Palácio da Juventude de Ecaterimburgo, respondeu a uma pergunta sobre a República dos Urais que ele não a apoiou apenas na região de Sverdlovsk, mas defendeu a sua criação com base em todos os Grandes Urais. Ele também negou qualquer envolvimento na renúncia de Edward Rossel.
Em 12 de dezembro de 1993, uma votação popular resultou na adoção da Constituição da Federação Russa, cujo artigo 5, parágrafo 1, refere-se à igualdade das entidades constituintes da Federação Russa. Não menos importante papel na adição desta disposição foi desempenhado pela história da República Ural.
No início de janeiro de 1994, Alexei Strakhov, ex-Primeiro Vice-prefeito de Yekaterinburg, foi nomeado Chefe da Administração Regional.
Em 10 de abril de 1994, nas eleições da Duma Regional de Sverdlovsk, liderada por Rossel "Transformação dos Urais" recebeu apenas 3 assentos de 28, Rossel foi eleito Presidente da Duma devido à formação de uma coalizão muito diversificada.
Em 26 de Outubro de 1994, a Duma Regional de Sverdlovsk adoptou por esmagadora maioria a Carta da Região, que reitera as disposições básicas da Constituição da República Ural. O estatuto foi recomendado como uma das variantes do estatuto modelo para as outras entidades constituintes da Federação Russa.
Em 1995, Eduard Rossel foi eleito governador do Oblast de Sverdlovsk, em 1999 e 2003 ele novamente ganhou eleições para governador, e posteriormente foi transferido por sugestão do presidente russo Vladimir Putin. Em 2009, o presidente não ofereceu um novo mandato como governador e mudou-se para o Conselho da Federação. A área foi liderada por Alexander Misharin.

### Estimativas posteriores
Em 25 de Setembro de 2003, em Ecaterimburgo, recém-reeleito Governador do Oblast de Sverdlovsk, Eduard Rossel declarou que a República Ural ainda existia legalmente e que, por decreto presidencial, não podia ser abolida, uma vez que foi estabelecido em plena conformidade com a antiga Constituição. E as decisões do Conselho Regional de 1993 ainda não foram revertidas. Respondendo às perguntas, E. Rossel observou que o papel principal na "dispersão" da república foi desempenhado por Sergei Shahrai, Presidente do Comitê Estadual para Assuntos de Federação e Nacionalidades, e literalmente, ele assustou Yeltsin.
Em 2014, Rossel explicou suas ações para a criação da República Ural da seguinte forma:  Eu sou contra a subdivisão em repúblicas, oblasts e bordas. Como você sabe, havia 110 províncias no Império Russo. Nenhuma república hoje tem uma nação titular. Eu ia criar uma república com um governador e sem princípios nacionais. Quando a situação política estava madura, ele pretendia renunciar ao status de república, enfatizando a igualdade da região com os outros. Na Rússia não deveria haver 16 presidentes, mas um".
O chefe do grupo de redatores da Constituição da República Ural Anatoly Gaida, em entrevista de 2018, indica que ao longo do tempo o projeto da República tornou-se associado ao projeto "Francos Urais" de outro redator da Constituição Anton Bakov, mas esta abordagem é errada, uma vez que os francos foram emitidos e utilizados em outro momento com outros objetivos. A República não tinha a intenção de introduzir a moeda e dependia da primazia da legislação federal, que na época tinha muitas lacunas em assuntos importantes (a Constituição da Federação Russa de 12 de dezembro de 1993 ainda não havia sido adotada). Ao mesmo tempo, Bakov, como presidente da Comissão de Legislação de Obladum desde 1992, participou na formação da base legislativa da região com a participação do chefe do Obizburkom Vladimir Mostovshchikov - a criação, em 1993, da Constituição Ural fez parte deste processo. Como o Hayd salienta, sempre demos primazia à lei federal. Mas eles também prescreveu que se não há norma federal, então podemos nos regular ... Por exemplo, prescrevimos que a região de Sverdlovsk não tem um exército próprio. Legalmente, é besteira, mas dado o contexto político, nós o prescrevemos. Prescrevemos que a região de Sverdlovsk não tem dinheiro próprio... Sem fronteiras, sem exército, sem moeda, sem sinais de estado, secessão ou similar". Em 2018, Hayda recebeu o título estadual de "cidadão honorário da região de Sverdlovsk" por sua atividade legislativa.